# Trilijun
Trilijun je broj koji označava tisuću bilijardā, odnosno milijun bilijuna. Brojčano se može zapisati kao 1 000 000 000 000 000 000 (jedan s osamnaest nula) ili u eksponencijalnom prikazu 1018 (10 na 18. potenciju).